# Mairata
Mairata, também chamado Mairatã (traduzido literalmente do tupi antigo, "Maíra forte": Maíra, Maíra + atã, forte), era uma entidade mitológica dos antigos povos tupis.